# Idrokenoralstonite
L'idrokenoralstonite (simbolo IMA: Hkra) è un minerale del supergruppo del pirocloro all'interno del quale viene collocato nel gruppo della ralstonite; appartiene alla famiglia minerale degli "alogenuri" e possiede composizione chimica ☐2Al2F6(H2O).
Il minerale è stato anche chiamato AHF (idrossifluoruro di alluminio idrato) e atroarite.

## Etimologia e storia
Nei primi anni del 1870, il reverendo James Grier Ralston di Norristown, Pennsylvania/USA, notò minuscoli cristalli ottaedrici associati alla thomsenolite su un campione del giacimento di criolite di Ivigtut. Non fu in grado di identificare questi cristalli e quindi inviò il campione a James Dwight Dana, professore di storia naturale e geologia alla Yale University. Consegnò il gradino a George Jarvis Brush affinché lo identificasse. Dopo approfondite ricerche mineralogiche, ottiche e chimiche, Brush riconobbe gli ottaedri come fluoruro idrato di alluminio e quindi come un nuovo minerale, la cui prima descrizione scientifica fu pubblicata nel 1871 sulla rivista scientifica americana “American Journal of Science”. George Jarvis Brush chiamò il nuovo minerale ralstonite in onore di James Grier Ralston (1815–1880), che lo osservò per primo.
Sebbene Adolf Pabst nel 1939 e Hans Pauly nel 1965 avessero già riconosciuto la struttura cristallina della ralstonite come appartenente al "tipo pirocloro", la ralstonite venne "dimenticata" quando la nomenclatura del "gruppo del pirocloro" venne rivista nel nuovo supergruppo del pirocloro. Solo nel 2017, dopo il riconoscimento da parte dell'Associazione Mineralogica Internazionale (IMA) nell'anno 2016, alcuni studiosi hanno rinominato la ralstonite in idrokenoralstonite e l'hanno classificata nel gruppo della ralstonite all'interno del supergruppo del pirocloro.
Durante l'ulteriore revisione della nomenclatura del supergruppo del pirocloro, è stato ulteriormente determinato che il rappresentante di tale supergruppo con una posizione B nel reticolo cristallino dominata da cationi M3+ e al di sotto di essa la dominanza di alluminio e una posizione X dominata da fluoro F- dovrebbe essere posizionato nel gruppo della ralstonite.
La fase AHF (idrossifluoruro di alluminio idrato) descritta da George A. Desborough e Ora Rostad nel 1980 e l'atroarite descritta da Orlando Renato Rigon Minuzzi e colleghi nel 2003 dal plutone di granito di tipo A "Madeira" vicino a Presidente Figueiredo nello stato brasiliano di Amazonas, a cui si accedeva dalla "miniera di Pitinga", si sono anch'esse rivelate essere idrokenoralstonite.
Il campione tipo dell'idrokenoralstonite è conservato nella collezione dell'Università Yale (Connecticut, Stati Uniti) col numero di catalogo 1.4437.

## Classificazione
La classica nona edizione della sistematica dei minerali di Strunz, aggiornata dall'Associazione Mineralogica Internazionale (IMA) fino al 2009, elenca l'idrokenoralstonite nella classe "3. Alogeni" e da lì nella sottoclasse "3.C Alogeni complessi"; questa viene ulteriormente suddivisa in base alla composizione del minerale, il modo da trovare l'idrokenoralstonite nella sezione "3.CF Tetto-alluminofluoruri", dove è l'unico membro del gruppo nº 3.CF.05.
Tale classificazione viene mantenuta anche nell'edizione successiva, proseguita dal database "mindat.org" e chiamata Classificazione Strunz-mindat.
Nella Sistematica dei lapis (Lapis-Systematik) di Stefan Weiß l'idrokenoralstonite si trova nella classe degli "alogenuri" e nella sottoclasse degli "alogenuri doppi (per lo più con OH,H2O)"; qui il minerale si trova nella sezione dei "fluoruri", dove insieme a carlhintzeite, chiolite, karasugite, neighborite, prosopite, rosenbergite, usovite, thermessaite, thermessaite-(NH4), topsøeite e weberite forma il sistema nº III/C.03.
Anche nella classificazione dei minerali secondo Dana, usata principalmente nel mondo anglosassone, l'idrokenoralstonite si trova nella classe degli "alogenuri" e nella sottoclasse degli "alogenuri complessi - fluoruri di alluminio con formule diverse"; qui si trova nella sezione 11.06.12 come unico membro.

## Abito cristallino
L'idrokenoralstonite cristallizza nel sistema cubico con il gruppo spaziale Fd3m (gruppo nº 227) con la costante di reticolo a = 9,91(4) Å, oltre ad avere 8 unità di formula per cella unitaria.

## Chimica
Undici analisi con microsonda di grani di idrokenoraltonite provenienti dalla "miniera di Pitinga" hanno prodotto valori medi del 2,14% di ossido di sodio (Na2O), 0,02% di ossido di potassio (K2O), 0,55% di ossido di rubidio (Rb2O), 3,20% ossido di magnesio (MgO), 0,01% ossido di calcio (CaO), 52,63% ossido di alluminio (Al2O3), 36,47% di fluoro (F), 22,70% di acqua (H2O). Sulla base della formula di sei anioni (F+OH) per unità, la seguente formula empirica:
{\displaystyle {\ce {(\Box _{1,87}Na_{0,12}Rb_{0,01})_{\Sigma =2,00}(Al_{1,86}Mg_{0,14})_{\Sigma =2,00}[F_{3,46}(OH)_{2,54}]_{\Sigma =6,00}(H_{2}O)}}}
è stata calcolata dall'analisi chimica per l'idrokenoralstonite, che è stata semplificata in ☐2Al2F6(H2O).
La formula empirica più recente per un'idrokenoralstonite della località tipo è data come:
{\displaystyle {\ce {(\Box _{1,30}Na_{0,70})_{\Sigma =2,00}(Al_{1,30}Mg_{0,70})_{\Sigma =2,00}[F_{4,18}(OH)_{1,82}]_{\Sigma =6,00}(H_{2}O)}}}
Hans Pauly aveva già sottolineato che la ralstonite mostra grandi fluttuazioni nella composizione chimica da diverse località. Secondo Herta Effenberger e Friedrich Kluger, notevoli differenze di composizione si verificano anche all'interno di un singolo grano di minerale. L'idrokenoralstonite della "miniera di Pitinga", invece, forma cristalli chimicamente omogenei.
L'idrokenoralstonite, insieme a rosenbergite (AlF[F0,5(H2O)0,5]4 • H2O) e zharchikhite (Al(OH)2F), così come i minerali ancora senza nome "UM1990-28-OHF:Al" (Al(OH,F)3) e "Unnamed (Basic Aluminium Fluoride Monohydrate)" (Al(OH)0,5F2,5 • H2O), è l'unico minerale con la combinazione di elementi alluminio (Al) – fluoro (F) – idrogeno (H) – ossigeno (Al – F – H – O). Per la combinazione di elementi Al – F – H – Mg – Na – O, l'idrokenoralstonite è l'unico rappresentante al mondo. Chimicamente simili qui sono, tra gli altri, fluoro-nybøite (NaNa2(Mg3Al2)(Si7Al)O22F2) e jarlite (Na2(Sr,Na)14(Mg,☐)2Al12F64(OH)4).
All'interno del supergruppo del pirocloro, teoricamente ci sono una varietà di possibilità di sostituzione a causa delle quattro diverse posizioni da riempire. In tutti i sottogruppi, l'idrokenoralstonite è l'analogo dominante dell'alluminio dell'idrokenoelsmoreite dominata dal tungsteno (per la precisione, da W6+), dell'idrokenomicrolite (dominata dal tantalio Ta5+) e dell'idrokenopirocloro (dominata dal niobio Nb5+).

## Proprietà chimico-fisiche
I cristalli di idrokenoralstonite sono incolori o bianco latte e possono scolorire in giallastro o brunastro sulla superficie a causa degli ossidi di ferro o addirittura diventare iridescenti. Le superfici dell'idrokenoralstonite traslucida o trasparente mostrano una lucentezza vitrea, che è in ottimo accordo con il basso valore di rifrazione della luce (n = 1,399 - 1,427). È probabile che l'idrokenoralstonite sia isotropica e priva di birifrangenza a causa della sua appartenenza al sistema cristallino cubico, ma è spesso in modo anomalo uniassiale o biassiale. Al microscopio a luce polarizzata, il minerale è incolore nella luce che lo attraversa, ma ha una struttura settoriale parzialmente complicata.
L'idrokenoralstonite ha una scissione imperfetta secondo l'ottaedro {111}. Tuttavia, il minerale si rompe in modo simile all'ambligonite, con superfici di frattura irregolari. Con una durezza Mohs di 4,5, è un minerale medio-duro che si posiziona tra i minerali di riferimento fluorite (durezza 4) e apatite (durezza 5) e, come questi, può essere graffiato più o meno facilmente con un coltellino tascabile. La densità misurata è compresa tra 2,56 e 2,62 g/cm³, la densità calcolata è compresa tra 2,554 g/cm³ e 2,56.
Davanti al cannello a soffiatura sul carbone, la ralstonite si copre di patina bianca e colora la fiamma di giallo, ma non fonde e assume colorazione blu con soluzione di cobalto; è completamente solubile nel sale di fosforo sia nella fiamma ossidante che in quella riducente, formando una perla incolore; si scioglie nella perla di soda formando schiuma. Diventa bianco in un tubo chiuso senza sciogliersi e rilascia prima acqua acida, poi abbondanti vapori con lo stesso effetto e un sublimato bianco che incide le pareti del tubo. Si decompone con acido solforico (H2SO4), con sviluppo di acido fluoridrico (HF). In soluzione, il fosfato di sodio e ammonio (sal microcosmicum) provoca un precipitato cristallino bianco di fosfato di magnesio e ammonio.
Altri parametri per l'idrokenoralstonite sono i seguenti:
- Peso molecolare: 192,14 gm[4]
- Indice di fermioni: 0,0064477612[4]
- Indice di bosoni: 0,9935522388[4]
- Isotropia: n=1,399-1,427[5]
- Fotoelettricità: 1,10 barn/elettroni[4]

## Origine e giacitura
L'idrokenoralstonite è stata trovata in alcune pegmatiti granitiche e in alcune zone greisenizzate ricche di fluoro; ritrovamenti anche in depositi idrotermali di antimonio all'interno di calcari silicificati. La paragenesi è con chiolite, colquiriite, criolite, elpasolite, fluorite, gearksutite, pachnolite, prosopite, thomsenolite e weberite.
L'idrokenoralstonite è un minerale non molto diffuso; sebbene i siti di ritrovamento siano numerosi, le quantità di minerale rinvenute non sono abbondanti.
In Italia è stata trovata sul monte Vesuvio, nelle fumarole vesuviane e presso San Prisco (tutte in Campania); sull'Alpe Devero (Baceno, Verbano-Cusio-Ossola); a Chiusdino (Toscana).
Altre località europee, solo per citarne alcune, sono: Radlin (nel voivodato della Slesia, Polonia); Lunner (nella contea di Akershus, Norvegia); il distretto minerario di Laurio (Grecia); le miniere di "Clara" (nel Baden-Württemberg), di "Anna" (nella Renania Settentrionale-Vestfalia) e di "Uranus" (nel circondario dei Monti Metalliferi), tutte in Germania. Ritrovamenti anche in Francia, Finlandia, Spagna, Svizzera e Ucraina.
Fuori dall'Europa si contano ritrovamenti in diverse contee statunitensi; in alcune zone della Russia (in Buriazia, a Tuva e nella Kamčatka, solo per citarne alcuni); la prefettura di Hokkaidō (Giappone). Segnalati siti anche in Nigeria, Sudafrica, Antartide, Australia, Brasile, sempre per citarne solo alcuni tra i molti Stati in cui è stata rinvenuta l'idrokenoralstonite.

## Forma in cui si presenta in natura
L'idrokenoralstonite forma cristalli prevalentemente ottaedrici o cubici, meno comunemente cubo-ottaedrici, con dimensioni fino a 1 cm; tali cristalli, se limpidi sono incolori.
Oltre a incolore, l'idrokenoralstonite può anche essere bianca, così come è bianco il suo striscio; la lucentezza è vitrea.